# Elizabeth Schuyler Hamilton
Elizabeth Schuyler coniugata Hamilton (Albany, 9 agosto 1757 – Washington, 9 novembre 1854) chiamata anche Eliza o Betsy, fu la moglie di Alexander Hamilton e cofondatrice e vicedirettrice del primo orfanotrofio a New York.

## Infanzia e famiglia
Elizabeth nacque ad Albany come seconda figlia di Philip Schuyler, un generale nella guerra d'indipendenza americana, e Catherine Van Rensselaer Schuyler. I Rensselaers del Manor of Rensselaerswyck erano una delle più ricche e più politicamente influenti famiglie nello stato di New York. Aveva sette fratelli tra cui Angelica Schuyler Church e Margarita Schuyler Van Rensselaer (anche chiamata Peggy).
La sua famiglia era tra i ricchi proprietari terrieri olandesi che si erano stabiliti intorno ad Albany verso la metà del 1600, e sia sua madre che suo padre provenivano da famiglie benestanti e ben considerate. Come molti proprietari terrieri dell'epoca, Philip Schuyler possedeva molti schiavi, ed Eliza sarebbe cresciuta intorno alla schiavitù intesa di quegli anni.
Nonostante i disordini della guerra franco-indiana, che suo padre ha servito e che è stata combattuta in parte molto vicino alla sua casa d'infanzia, l'infanzia di Eliza è stata felice e trascorsa allegramente, imparando a leggere e cucire da sua madre e passando le giornate con le sorelle.
Come la maggior parte delle famiglie olandesi della zona, la sua famiglia apparteneva alla Chiesa olandese riformata di Albany, che esiste tuttora, sebbene l'edificio originale del 1715 in cui Elizabeth venne battezzata sia stato demolito nel 1806. La sua educazione le ha instillato una fede forte e incrollabile che avrebbe mantenuto per tutta la sua vita.
Quando era una ragazza, Elizabeth accompagnò suo padre in una riunione delle Sei Nazioni e incontrò Benjamin Franklin quando rimase per un breve periodo con la famiglia Schuyler durante il viaggio. Si diceva che fosse una sorta di maschiaccio quando era giovane, per tutta la sua vita mantenne una forte volontà e persino un'impulsività che i suoi conoscenti notarono. James McHenry, uno degli assistenti di Washington al fianco del suo futuro marito, direbbe che "Ella era un personaggio forte con la sua profondità e calore, sia di sentimento o temperamento controllato, ma incandescente sotto, a volte scoppiando in un'espressione enfatica." Molto più tardi, il figlio di Joanna Bethune, una delle donne con cui ha lavorato insieme per fondare il primo orfanotrofio di New York, ha ricordato che "Sia [Elizabeth e Joanna] erano di indole determinata ... La signora Bethune più cauta, la signora Hamilton, più impulsiva.”

## Matrimonio con Hamilton
All'inizio del 1780, Elizabeth andò a stare con sua zia, Gertrude Schuyler Cochran, a Morristown, nel New Jersey. Lì incontrò Alexander Hamilton, uno degli aiutanti di campo del generale George Washington, che era di stanza insieme al generale e ai suoi uomini a Morristown per l'inverno. (In effetti, si erano incontrati in precedenza, se brevemente, due anni prima, quando Hamilton aveva pranzato con gli Schuyler mentre tornava da un negoziato per conto di Washington). Anche a Morristown, Eliza ha incontrato ed è diventata amica di Martha Washington, un'amicizia che avrebbero mantenuto durante le carriere politiche di entrambi i mariti. In seguito, Eliza disse della signora Washington: "Era sempre il mio ideale di donna vera.” Tempo dopo i due iniziarono a frequentarsi, e ottenuto l’appoggio faticoso della famiglia di lei, Il 14 dicembre 1780, Alexander Hamilton e Elizabeth Schuyler si sposarono allo Schuyler Mansion ad Albany, la dimora di famiglia di lei.
Il matrimonio non risultò combinato, bensì voluto da entrambe le parti. L’unione stessa era sconveniente per Elizabeth, figlia di una delle famiglie più facoltose d’America del tempo. Alexander Hamilton era infatti un orfano proveniente dai Caraibi, che non possedeva terre o ricchezze degne di nota che lo rendessero un partito appetibile agli occhi della importante famiglia di Elizabeth. Molti suppongono che sia grazie alle abilità letterarie di Hamilton se Elizabeth si innamorò di lui, accettando il matrimonio, contro il parere contrastante del padre, Philip Schuyler.
Ebbero il primo figlio, a cui seguirono altri 7, chiamato Philip in onore del padre della sposa, un anno dopo, il 22 gennaio 1782.

Nonostante una relazione adulterina di Hamilton con Maria Reynolds tra il 1791 e il 1792 cui si collegò il ricatto economico del marito della Reynolds (cui Hamilton si piegò per tenere nascosta la relazione) entrambi resi pubblici con grande scandalo dallo stesso Hamilton con il cosiddetto "Reynolds Pamphlet" nel successivo 1797, il matrimonio durò fino alla morte dell'uomo (il quale causò una grande sofferenza in lei) in un duello con Aaron Burr nel 1804. Prima del duello, le scrisse una lettera, descrivendola come "la migliore delle mogli e migliore delle donne".

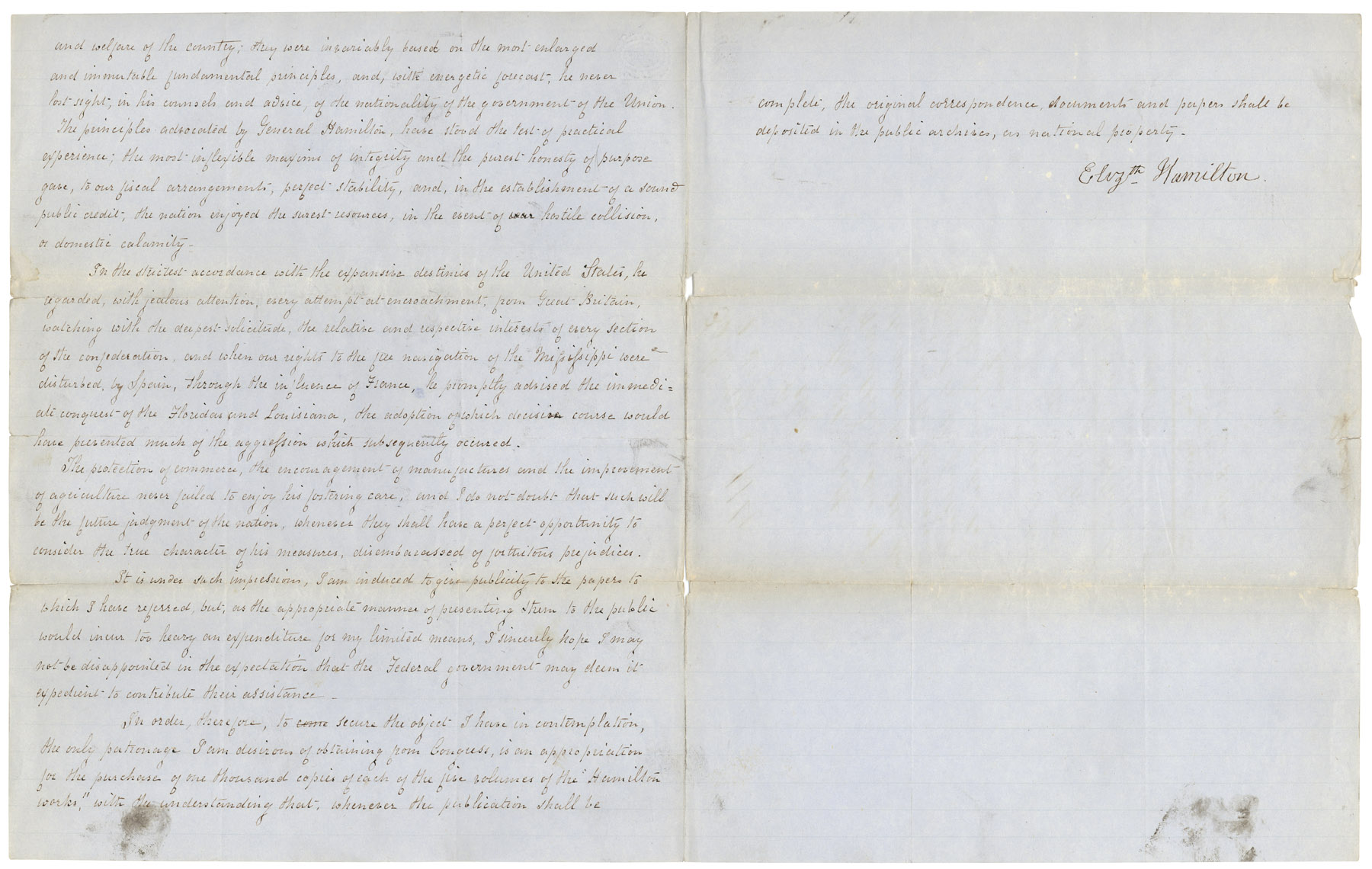
Elizabeth Hamilton fa richiesta al Congresso di pubblicare le scritture di suo marito Alexander Hamilton (1846)

## Vedovanza e morte
Dopo la morte di suo marito, lo difese dalle sue critiche in diversi modi, reclamandolo come autore del Farewell Address di George Washington, e richiese le scuse di James Monroe dopo le sue accuse di appropriazioni economiche. Cofondò anche e serví come vicedirettrice al primo orfanotrofio privato di New York, il New York Orphan Asylum Society. L'orfanotrofio continua ad esistere come servizio sociale per bambini, ora noto come Graham Windham.
Dopo essersi trasferita a Washington nel 1848 con una delle sue figlie, aiutò Dolley Madison a raccogliere fondi per il monumento a Washington.
Morì a Washington il 9 novembre 1854, 50 anni dopo il marito, e fu seppellita alla Trinity Church vicino a lui e la sorella a New York.

Non ci fu un giorno che non spese a raccontare e documentare la storia e gli ideali dell’amato marito, assieme alla sorella maggiore Angelica Schuyler Church.

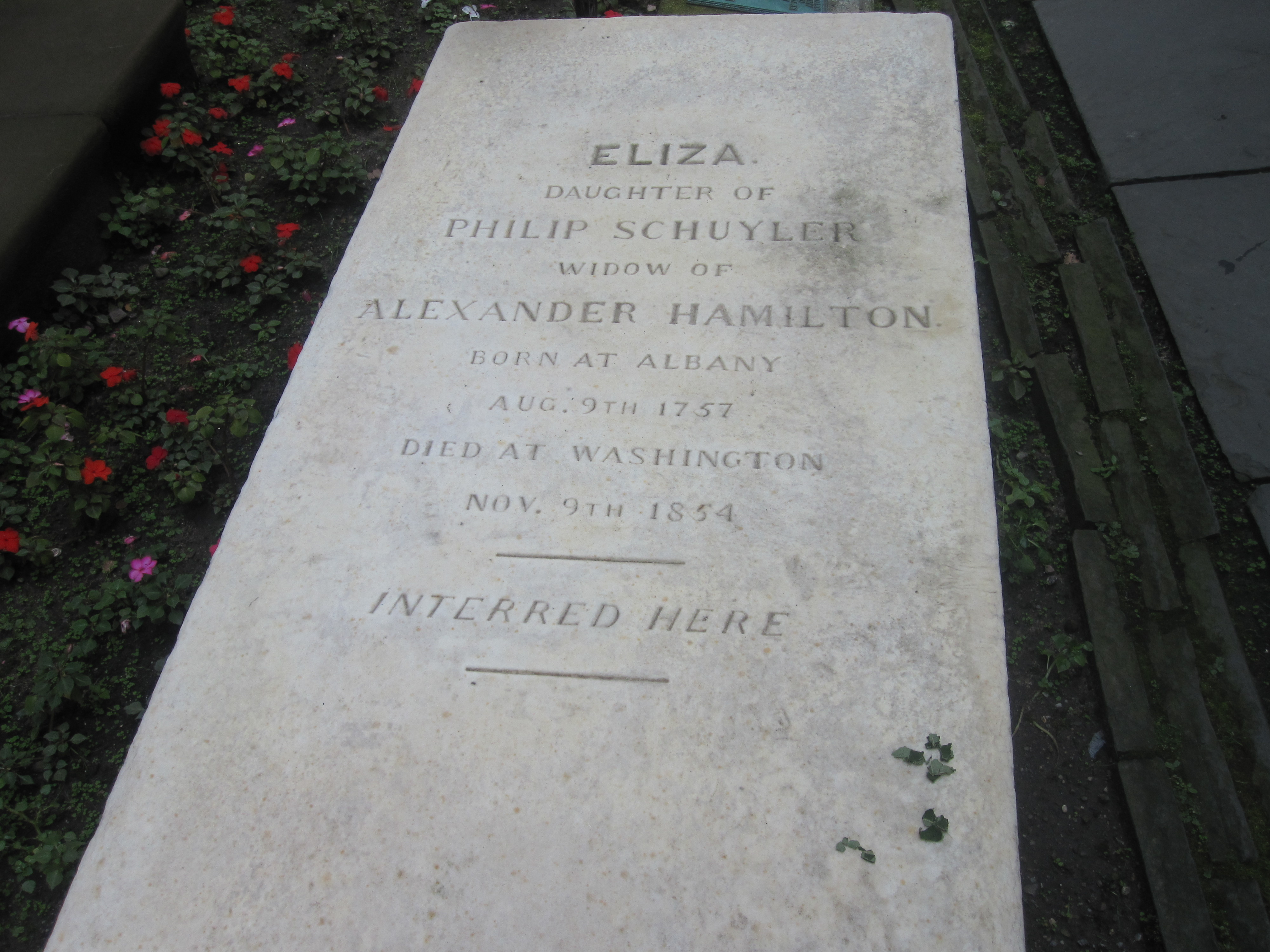
Tomba alla Trinity Church.

## Figli
Elizabeth e Alexander Hamilton ebbero otto figli, sebbene vi fosse stata un'iniziale confusione dovuta a due omonimi:
- Philip (22 gennaio 1782 – 23 novembre 1801), morto in un duello, come sarebbe stato per suo padre solo tre anni dopo.[1]
- Angelica (25 settembre 1784 – 6 febbraio 1857)
- Alexander, Jr. (16 maggio 1786 – 2 agosto 1875)
- James Alexander (14 aprile 1788 – 24 settembre 1878)
- John Church (22 agosto 1792 – 25 luglio 1882)
- William Stephen (4 agosto 1797 – 7 Agosto 1850)
- Elizabeth Holly (20 novembre, 1799 – 17 ottobre, 1859)
- Philip, anche chiamato Piccolo Phil, (1 giugno 1802 – 9 luglio 1884)

## Nella cultura di massa
Doris Kenyon recitò la parte di Eliza nel film del 1931 Alexander Hamilton.
Eliza è interpretata da Phillipa Soo in Hamilton, un musical di Broadway del 2015 sulla vita di Alexander Hamilton. La figura di Eliza nel musical ha attratto lode dai critici e commentatori per aver evidenziato la sua importanza sia nella vita di Alexander che nel suo lavoro a diffondere la sua eredità, un approccio che condivide con la fonte del materiale, la biografia del 2004 di Ron Chernow su Alexander Hamilton. Oltre al fatto che fu largamente apprezzata la scelta di un cast di diverse etnie sebbene non rispecchiante la realtà, particolare rilievo assume Philipa Soo, unica attrice di origini cinesi della compagnia.